# 南米・アラブ諸国首脳会議
南米・アラブ諸国首脳会議（なんべい・アラブしょこくしゅのうかいぎ、アラビア語: قمة الدول العربية ودول أمريكا الجنوبية、フランス語: Sommet Amérique du Sud-Pays Arabes、スペイン語: Cumbre América del Sur-Países Árabes）は、南アメリカとアラブの地域間交流を目的とした首脳会議である。南米・アラブ首脳会議、南米・アラブサミットともいう。略称は「ASPA」。

## 概要
南米・アラブ諸国首脳会議は、2003年、ブラジルのルーラ大統領が南アメリカとアラブの地域間交流を提唱したことにより誕生した両地域トップの会合。南米12カ国（アルゼンチン、ウルグアイ、エクアドル、ガイアナ、コロンビア、スリナム、チリ、パラグアイ、ブラジル、ベネズエラ、ペルー、ボリビア）とアラブ22カ国（アラブ首長国連邦、アルジェリア、イエメン、イラク、エジプト、オマーン、カタール、クウェート、コモロ、サウジアラビア、ジブチ、シリア、スーダン、ソマリア、チュニジア、パレスチナ、バーレーン、モーリタニア、モロッコ、ヨルダン、リビア、レバノン）の計34か国、南米諸国連合 （UNASUR）及びアラブ連盟 （LAS）の事務局により構成される。
2005年、ブラジルの首都ブラジリアで開催された最初の会合では、アラブ側がアメリカやイスラエルを非難する方向へ押し切ったため、経済交流を目的とした本来の会議の性格が政治色が濃いものに変質した。2009年、2回目の会合がカタールのドーハで開催された 。

## 会議一覧
| 会議                          | 開催年月日         | 開催地                    | 備考 |
| ----------------------------- | ------------------ | ------------------------- | ---- |
| 第1回南米・アラブ諸国首脳会議 | 2005年5月10日-11日 | ブラジリア （ブラジル）   |      |
| 第2回南米・アラブ諸国首脳会議 | 2009年3月31日      | ドーハ （カタール）       |      |
| 第3回南米・アラブ諸国首脳会議 | 2012年             | リマ （ペルー）           |      |
| 第4回南米・アラブ諸国首脳会議 | 2015年             | リヤド （サウジアラビア） |      |